# Фронт резервных армий
Фронт резе́рвных армий — оперативно-стратегическое формирование, один из фронтов РККА ВС СССР, во время Великой Отечественной войны.

## История
Создан на западном (московском) стратегическом направлении по решению Ставки ВГК от 14 июля 1941 года с задачей заблаговременной организации обороны на рубеже Старая Русса — Осташков — Белый — Истомино — Ельня — Брянск (протяжённость рубежа около 750 километров).

## Состав
В состав фронта вошли управление и 6 резервных армий, переданных из резерва Ставки ВГК. В первом эшелоне фронта развёртывались:
- 29-я армия
- 30-я армия
- 24-я армия
- 28-я армия

В резерве оставались 31-я и 32-я армии.

## Боевые действия
Основными направлениями в обороне фронта резервных армий считались калининское, вяземское и тульское. 20 июля 1941 года 14 дивизий из армий 1-го эшелона фронта были выделены для нанесения контрударов в районе Смоленска.
25 июля 1941 года Фронт резервных армий был упразднён, его войска вошли в состав Западного и Резервного фронтов.

## Командный состав

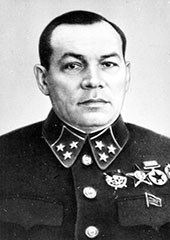
И. А. Богданов

- Командующий — генерал-лейтенант И. А. Богданов
- Члены Военного совета:
  - Комиссар госбезопасности 3-го ранга С. Н. Круглов
  - Секретарь Смоленского обкома ВКП(б) Д. М. Попов
- Начальники штаба — генерал-майор П. И. Ляпин.